# Прва влада Војислава Коштунице
Прва влада Војислава Коштунице је била на власти у Србији од 3. марта 2004. године до 15. маја 2007. године.
Ово је била мањинска влада. Коалициони споразум око Владе су склопили Демократска странка Србије, Г17+, Српски покрет обнове и Нова Србија. Владу је подржала и Социјалдемократска партија која је добила једно министарско место. Скупштинску већину мањинској влади је обезбедила Социјалистичка партија Србије.
Владу је изабрао шести сазив Народне скупштине Републике Србије, после Избора 28. децембра 2003. године.
Председник Владе био је Војислав Коштуница који је раније од 2000. до 2003. био председник СРЈ.

## Састав Владе
|                                                        |                      |                      |         |                                                |
| Ресор                                                  | Слика                | Име и презиме        | Странка | Детаљи                                         |
| Председник Владе                                       | Војислав Коштуница   | Војислав Коштуница   | ДСС     |                                                |
| Потпредседник Владе                                    | Мирољуб Лабус        | Мирољуб Лабус        | Г17+    | до 2006.                                       |
| Потпредседник Владе                                    | Ивана Дулић-Марковић | Ивана Дулић-Марковић | Г17+    | од 20. јуна 2006.                              |
| Министарство спољних послова                           | Вук Драшковић        | Вук Драшковић        | СПО     | од 2006, пре тога министар спољних послова СЦГ |
| Министарство унутрашњих послова                        | Драган Јочић         | Драган Јочић         | ДСС     |                                                |
| Министарство одбране                                   | Зоран Станковић      | Зоран Станковић      | Г17+    | од 2006, пре тога министар одбране СЦГ         |
| Министарство финансија                                 | Млађан Динкић        | Млађан Динкић        | Г17+    | до 2006.                                       |
| Министарство финансија                                 |                      | Весна Арсић          | Г17+    | вршилац дужности, 2006.                        |
| Министарство финансија                                 | Млађан Динкић        | Милан Париводић      | ДСС     | вршилац дужности, 2006—2007.                   |
| Министарство правде                                    |                      | Зоран Стојковић      | ДСС     |                                                |
| Министарство за државну управу и локалну самоуправу    | Ивана Дулић-Марковић | Зоран Лончар         | ДСС     |                                                |
| Министарство пољопривреде, шумарства и водопривреде    | Ивана Дулић-Марковић | Ивана Дулић-Марковић | Г17+    | до 2006.                                       |
| Министарство пољопривреде, шумарства и водопривреде    | Горан Живков         | Горан Живков         | Г17+    | од 20. јуна 2006.                              |
| Министарство пољопривреде, шумарства и водопривреде    | Данило Голубовић     | Данило Голубовић     | ДСС     | вршилац дужности, 2006.                        |
| Министарство пољопривреде, шумарства и водопривреде    | Предраг Бубало       | Предраг Бубало       | ДСС     | вршилац дужности, 2006—2007.                   |
| Министарство за економске односе с иностранством       | Предраг Бубало       | Предраг Бубало       |         | до 2004.                                       |
| Министарство за економске односе с иностранством       | Милан Париводић      | Милан Париводић      | ДСС     | од 2004.                                       |
| Министарство рударства и енергетике                    | Радомир Наумов       | Радомир Наумов       | ДСС     |                                                |
| Министарство за капиталне инвестиције                  | Велимир Илић         | Велимир Илић         | НС      |                                                |
| Министарство привреде                                  | Велимир Илић         | Драган Маршићанин    | ДСС     | до 2004.                                       |
| Министарство привреде                                  | Предраг Бубало       | Предраг Бубало       | ДСС     | од 2004.                                       |
| Министарство трговине, туризма и услуга                | Бојан Димитријевић   | Бојан Димитријевић   | СПО     |                                                |
| Министарство за рад и запошљавање и социјалну политику | Слободан Лаловић     | Слободан Лаловић     | СДП     |                                                |
| Министарство науке и заштите животне средине           | Слободан Лаловић     | Александар Поповић   | ДСС     |                                                |
| Министарство просвете и спорта                         |                      | Љиљана Чолић         | ДСС     | до 2004.                                       |
| Министарство просвете и спорта                         | Слободан Вуксановић  | Слободан Вуксановић  | ДСС     | од 2004.                                       |
| Министарство културе                                   |                      | Драган Којадиновић   | СПО     |                                                |
| Министарство здравља                                   | Томица Милосављевић  | Томица Милосављевић  | Г17+    | до 2006.                                       |
| Министарство здравља                                   |                      | Невена Карановић     | Г17+    | вршилац дужности, 2006.                        |
| Министарство здравља                                   | Слободан Лаловић     | Слободан Лаловић     | СДП     | вршилац дужности, 2006—2007.                   |
| Министарство вера                                      | Милан Радуловић      | Милан Радуловић      |         |                                                |
| Министарство за дијаспору                              |                      | Војислав Вукчевић    | СПО     |                                                |

Генерални секретар Владе био је Дејан Михајлов из ДСС.

## Нови Устав
Ова Влада је позната по доношењу новог Устава који је потврђен на референдуму 28. и 29. октобра 2006. На основу Устава и Уставног закона од тренутка његовог ступања на снагу морају се одржати нови парламентарни избори у периоду од 60 до 120 дана. Председник Србије Борис Тадић је расписао нове изборе 10. новембра 2006. и они су одржани 21. јануара 2007. године.
Ова Влада је наставила да обавља своје дужности као техничка, све док није успостављена нова Влада 15. маја 2007. године.

## Промене у Влади
- Министар привреде Драган Маршићанин је после неуспеха на председничким изборима јуна 2004. године, када је као кандидат владајуће коалиције заузео четврто место, поднео оставку и крајем године послат за амбасадора у Швајцарску. Министарство је реструктурирано и променило име у Министарство за индустрију и приватизацију и на његово чело је 19. октобра 2004. дошао Предраг Бубало, дотадашњи министар за економске односе с иностранством. На његово место у министарству тада је дошао Милан Париводић.
- Министарка просвете и спорта Љиљана Чолић је поднела оставку због „афере Дарвин“ 19. септембра 2004. па је на њено место дошао Слободан Вуксановић.
- Потпредседник Владе Мирољуб Лабус поднео је оставку 3. маја 2006. након што је Европска унија суспендовала преговоре о придруживању са тадашњом државном заједницом Србија и Црна Гора. Убрзо је 13. маја 2006. поднео оставку и на место председника странке Г17+.
- Министарка пољопривреде, шумарства и водопривреде Ивана Дулић-Марковић поднела је оставку на ту функцију 15. јуна 2006. Убрзо је 20. јуна 2006. изабрана на упражњено место потпредседника Владе, док је на њено место у министарству истог дана постављен Горан Живков.
- После референдума у Црној Гори, 3. јуна 2006. престала је да постоји државна заједница Србија и Црна Гора, па је дошло до промене структуре Владе. Додата су још два министарства: министарство спољних послова на чијем је челу био Вук Драшковић из СПО и министарство одбране на чијем је челу био Зоран Станковић, нестраначка личност.
- Дана 1. октобра 2006. сви министри из странке Г17+ су поднели оставке након прекида преговора о придруживању Србије Европској унији. То су били: Ивана Дулић-Марковић, Млађан Динкић, Горан Живков и Томица Милосављевић.